# Stygnoplus biguttatus
Stygnoplus biguttatus is een hooiwagen uit de familie Stygnidae.